# Győrffy István (plébános)
Telekesi és egyházasrádóczi Győrffy István László (fl. 1687–1711), lőcsei apát, zselici címzetes apát.

## Élete
Ősrégi Vas vármegyei nemesi családnak a sarja. Az apja idősebb Győrffy István, földbirtokos 1672-ben végrendelkezett, anyja nemes Tar Mária; ebből kiderül, hogy idősebb Győrffy István öccse Győrffy Pál és, hogy sógora Pásztory Zsigmond, aki 1669 és 1677 között Sopron vármegye jegyzője volt. 1672-ben idősebb Győrffy István elhunyt és özvegyasszonya Tar Mária újra házasodott; 1691. szeptember 9-re a második férje nemes Horváth Miklós volt.
A jezsuiták soproni gimnáziumában, majd a nagyszombati egyetemen tanult, teológiai tanulmányait Rómában végezte el. 1691. május 5.-én I. Lipót magyar király a kistarnoci, a pusztarádoci és az egyházasrádóci földbirtokok átruházását engedte pókafalvi Poka Ádám vasi szolgabírónak és feleségének, egyházasrádóczi és telekesi Győrffy Anna úrnőnek, amelyek Györffy Istvántól származtak; Győrffy István akkoriban a bécsi Pázmáneumban papnak tanult (később lőcsei apát, zselici címzetes apát lett). Győrffy Anna és Póka Ádám fia pókafalvi Póka Gábor (fl. 1728-1752), szentléránti és söjtöri birtokos, aki 1741-ben vasi insurgens kapitány volt.
Győrffy István Vámoscsaládi, majd 1696-tól lőcsei plébános. 1706. december 31-én I. József magyar király a zselici apáti címet adományozta neki. Lőcséről a Rákóczi Ferenc vezette rendi-függetlenségi harckor elkergették. A soproni városplébániai állásra való eredménytelen törekvése országosan is ismert ügy volt. A kuruckor végén visszament Lőcsére, ott halt meg az 1711. évi pestisben.